# Gerardo Castilla
Gerardo Castilla es un personaje ficticio de la serie de televisión española El Comisario, emitida entre 1999 y 2009. Fue interpretado por el actor español Tito Valverde. 
Es el comisario de la Comisaría de San Fernando, en el ficticio distrito homónimo en Madrid. Es un hombre serio, que mantiene una relación distante pero a la vez respetuosa con los agentes de su comisaría. En la serie viste en pocas veces de uniforme, únicamente cuando tiene que reunirse con algunos de sus superiores o acude a actos oficiales. Estuvo enamorado de la jueza Pilar Aranda, pero murió debido a un supuesto accidente de coche, para más tarde descubrir que fue asesinada.
Tiene una hija llamada Sonia Castilla, interpretada por Silvia Abascal en las primeras temporadas y por Mercé Llorens en posteriores apariciones. Tiene una relación muy especial con su secretaria, Lupe. En la serie, al parecer, en ciertas ocasiones da la impresión de que Lupe siente algo por el comisario.

## Biografía
Antes de dedicarse a la policía fue abogado. Tuvo un incidente automovilístico en el cual atropelló a un peatón y se dio a la fuga, acto que nunca ha sido revelado por el mismo y solo lo sabía un amigo suyo, que tampoco lo reveló.
Su esposa murió debido a una larga enfermedad. Su hija se fue a vivir a Galicia con su abuela, después de haber sido víctima indiscriminada de un coche bomba. Tuvo dos relaciones importantes en la serie; la primera con la jueza Pilar Aranda, con la que llegó a prometerse y que murió poco antes de la boda, y Raquel Salcedo, una ejecutiva con la que tuvo algunos problemas debido a que su jefe estuvo implicado en un caso de corrupción, por ese motivo rompieron la relación pero volvieron quedándose ella embarazada y dando a luz a un niño al que pusieron por nombre Juan y que nació entre la temporada 11 y 12.
Fue víctima de un intento de asesinato en su propia casa, cuando su asistenta doméstica Rosario, interpretada por María Jesús Sirvent (esposa en la vida real de Tito Valverde), se fue y el comisario tuvo que buscar a otra asistenta. El móvil del intento de homicidio fue por un problema sucedido en el pasado por un caso policial.
Dimitió y el inspector jefe Andrés Casqueiro asumió el cargo de comisario, pero éste al ver que no podía asumir dicho cargo, le pidió su regreso. Es un buen comisario, sigue el reglamento a la perfección e incluso le niega peticiones a sus amigos porque tendría que "saltarse" el reglamento.

## Apariciones en otras series y después de El Comisario
El comisario apareció en Los Serrano (también serie de Telecinco) en un episodio que sirvió de crossover entre esta serie y la suya. Este episodio correspondió a la octava y última temporada de Los Serrano y se tituló "Desmontando a Diego". 
Asimismo, durante el desarrollo de la serie, otros actores de ésta aparecieron en otras series de Telecinco interpretando a los mismos personajes que en El Comisario, dando lugar a crossovers con Los Serrano, Hospital Central, Al salir de clase y 7 vidas.
En la segunda temporada de la serie El Príncipe (también de Telecinco), Gerardo Castilla apareció en dos episodios junto a Charlie Márquez siete años después de que acabase su propia serie. Charlie Márquez fue uno de los subinspectores que trabajó para él en su antigua serie. Durante el desarrollo del primer episodio, Castilla explica que, con el paso de los años, su edad le hizo pasar a segunda actividad y por tanto, a servir a la seguridad de la Casa Real; mientras que Márquez fue ascendido a comisario y lo trasladaron a Granada, lugar donde se desarrolla esta trama de El Príncipe.